# Campionato francese di tennis 1897
Il Campionato francese di tennis 1897 (conosciuto oggi come Open di Francia o Roland Garros) è stato la 7ª edizione del Campionato francese di tennis, riservato ai tennisti francesi o residenti in Francia. Si è svolto su campi in terra rossa (sabbia stesa su un letto di pietrisco) a Parigi in Francia.
Il singolare maschile è stato vinto da Paul Aymé, che si è imposto sul connazionale (di origine britannica) Francky Wardan. Il singolare femminile è stato vinto da Francoise Masson. Nel doppio maschile si sono imposti Paul Aymé e Paul Lebréton.

## Seniors

### Singolare maschile
Paul Aymé ha battuto in finale  Francky Wardan con il punteggio di 4–6, 6–4, 6–2.

### Singolare femminile
Francoise Masson  ha battuto in finale  Suzanne Girod con il punteggio di 6–3, 6–1.

### Doppio maschile
Paul Aymé /  Paul Lebréton hanno battuto in finale  Francky Wardan /  Longchamps con il punteggio di 6–3, 6–0.